# Encholirium disjunctum
Encholirium disjunctum là một loài thực vật có hoa trong họ Bromeliaceae. Loài này được Forzza mô tả khoa học đầu tiên năm 2005.